# مسجد شاه حسین
مسجد شاه حسین در مرودشت، انتهای خیابان مسجد جامع، مجاور قلعه مرودشت واقع شده و این اثر در تاریخ ۱۰ مهر ۱۳۸۰ با شمارهٔ ثبت ۴۱۳۳ به‌عنوان یکی از آثار ملی ایران به ثبت رسیده است.